# John Ivan Prcela
John Ivan Prcela (Košute, 1922.) je hrvatski povjesničar.

## Životopis
Nakon završene osnovne škole, 1935. godine upisao se na Franjevačku klasičnu gimnaziju - sjemenište u Sinju. Ivan Prcela maturirao je u srpnju 1944. godine. U školskoj godini 1944./45. bio je student na Visokoj franjevačkoj bogosloviji u Makarskoj i odatle je mobiliziran je u JNA 3. travnja 1945. godine. Iz Trsta je 10. lipnja 1945. godine pobjegao u Italiju i uspio se upisati na Papinsko sveučilište Antonianum u Rimu gdje studira dvije godine. Godine 1947. teško je obolio, prekinuvši treću godinu studija a nakon dugog oporavka istupio je iz Franjevačkog Reda.
Zatim odlazi u Sjedinjene Američke Države prvo u Chicago a 1951. godine u Cleveland. Godine 1954. diplomirao je englesku književnost i njemački jezik. Poslije je stekao još i dva magisterija, iz francuskog jezika i književnosti te iz povijesti.

## Djelo
Od 1957. godine proučava 'hrvatski holokaust' i objavljuje radove o stradanjima Hrvata nakon završetka Drugog svjetskog rata. Pisao je članke, memorandume, brošure i knjige o hrvtaskim stradanjima u Drugom svjetskom ratu i poraću.
Prcela je suurednik knjige na engleskom jeziku Operation Slaughterhouse (zajedno sa Stankom Guldescuom) iz 1970. godine (2. engl. izd. izašlo je 1995.) te suurednik knjige na hrvatskom jeziku Hrvatski holokaust (1. hrv. izd. zajedno s Draženom Živićem) iz 2001. godine a urednik-pisac knjige Hrvatski holokaust II (2. i 3. hrv. izd.) iz 2005. godine.

## Vanjske poveznice
- Pobijeni.info: Hrvatski holokaust – dokumenti i svjedočanstva o poratnim pokoljima u Jugoslaviji, str. XXI